# Скотт, Питер (гребец)
Пи́тер Скотт (англ. Peter Scott; 9 сентября 1973, Ньюкасл) — австралийский гребец-байдарочник, выступал за сборную Австралии во второй половине 1990-х годов. Участник двух летних Олимпийских игр, бронзовый призёр чемпионата мира, победитель многих регат национального и международного значения.

## Биография
Питер Скотт родился 9 сентября 1973 года в городе Ньюкасле штата Новый Южный Уэльс. Активно заниматься греблей начал с раннего детства, проходил подготовку в местном каноэ-клубе «Мэнли».
Благодаря череде удачных выступлений удостоился права защищать честь страны на летних Олимпийских играх 1996 года в Атланте — вместе с напарником Грантом Лори в двойках на тысяче метрах дошёл до финала и показал в решающем заезде седьмой результат.
Первого серьёзного успеха на взрослом международном уровне добился в 1997 году, когда попал в основной состав австралийской национальной сборной и побывал на чемпионате мира в канадском Дартмуте, откуда привёз награду бронзового достоинства, выигранную в зачёте четырёхместных экипажей на дистанции 1000 метров — в финале его обошли только команды из Германии и Венгрии.
Будучи одним из лидеров гребной команды Австралии, Скотт благополучно прошёл квалификацию на домашние Олимпийские игры 2000 года в Сиднее — стартовал в километровой программе байдарок-четвёрок, но сумел дойти здесь лишь до стадии полуфиналов, где финишировал седьмым. Вскоре по окончании этих соревнований принял решение завершить карьеру профессионального спортсмена, уступив место в сборной молодым австралийским гребцам.